# Astra Airlines
Astra Airlines was een Griekse luchtvaartmaatschappij met hoofdkantoor in Thessaloniki. Ze werd opgericht in 2008 en opereerde tot 2019.

## Vloot
Op 24 juli 2016 bestond de vloot van Astra Airlines uit de volgende toestellen:
- 1 British Aerospace 146-300
- 1 Airbus A320
- 3 ATR-72